# Poladryas approximata
Poladryas approximata är en fjärilsart som beskrevs av John Kern Strecker 1900. Poladryas approximata ingår i släktet Poladryas och familjen praktfjärilar. Inga underarter finns listade i Catalogue of Life.